# Waru (Pituruh)
Waru is een bestuurslaag in het regentschap Purworejo van de provincie Midden-Java, Indonesië. Waru telt 314 inwoners (volkstelling 2010).